# Orquestra Sinfônica da Rádio Finlandesa

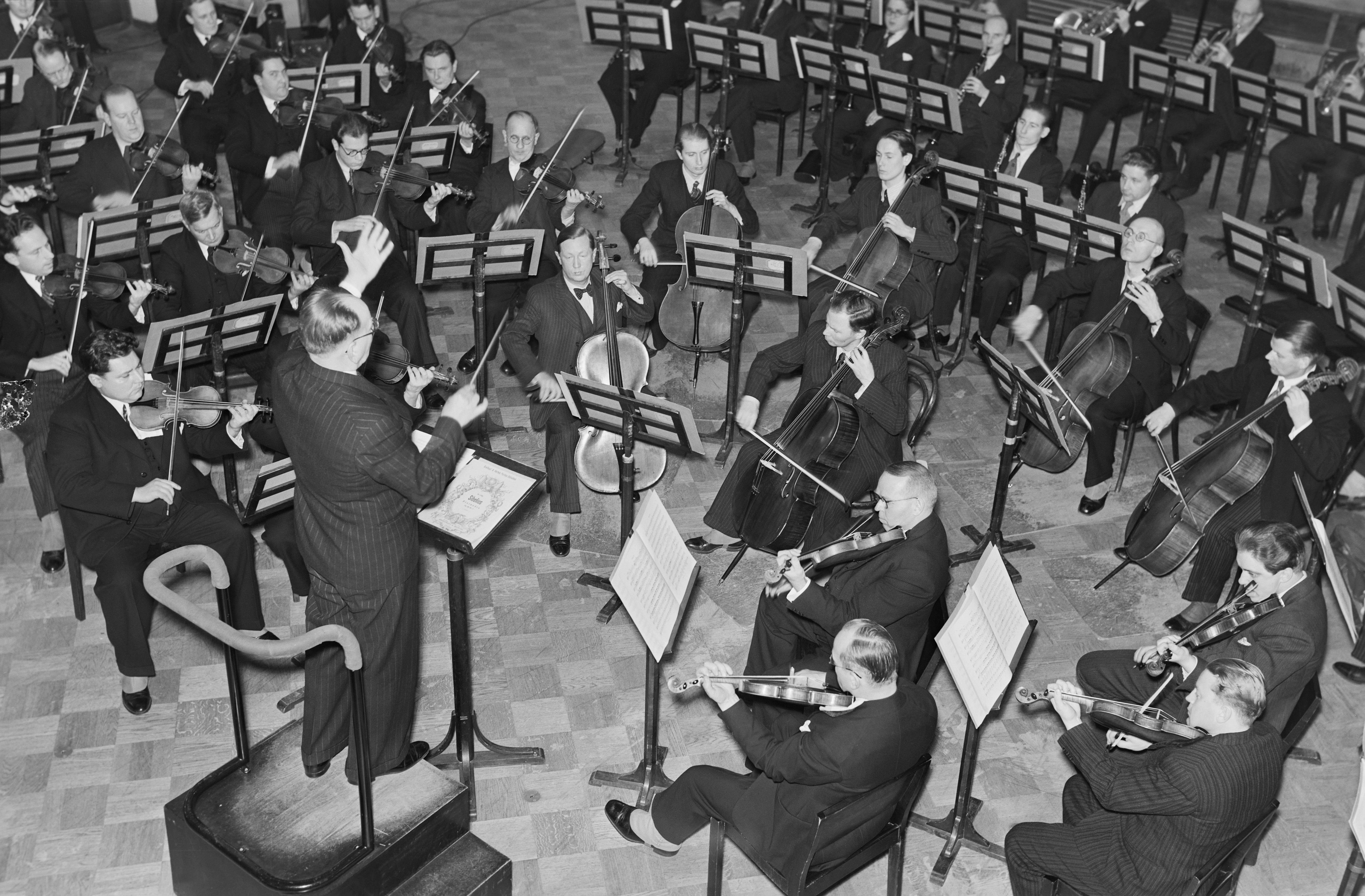
A OSRF numa transmissão para os Estados Unidos em 1939

A Orquestra Sinfónica (português europeu) ou Sinfônica (português brasileiro) da Rádio Finlandesa (em finlandês:  [Yleis]Radion sinfoniaorkesteri) é uma orquestra baseada em Helsínquia (Helsinki), Finlândia. Os concertos da orquestra realizam-se no Finlandia Hall e no Hall of Culture em Helsinki.
O conjunto foi fundado em 1927 como uma Rádio Orquestra, com apenas dez músicos, com Erkki Linko como maestro. Entretanto, ele nunca ocupou o cargo de Maestro Chefe, mas permaneceu na orquestra até 1952. Toivo Haapanen tornou-se o primeiro Maestro Chefe em 1929 e permaneceu no cargo até à sua morte, em 1950. Até ao período da Segunda Guerra Mundial, a orquestra apresentou apenas 20 concertos públicos, com músicos freelance.
Após a Segunda Guerra Mundial, com o novo Diretor Geral, Hella Wuolijoki no comando, a orquestra expandiu-se para 50 músicos. Em setembro de 1947, a orquestra iniciou a série de "Concertos de Terça" no Helsinki Town Hall. Em 1953 a orquestra já era composta por 67 músicos. O segundo Maestro Chefe da orquestra foi Nils-Eric Fougstedt, que serviu no cargo de 1950 até sua morte, em 1961, ele foi o responsável por expandir o repertório da orquestra. O terceiro Maestro Chefe foi Paavo Berglund, que foi o violinista da orquestra por dez anos, até tornar-se maestro. O grupo já era composto por 90 membros na década de 1970.
Jukka-Pekka Saraste, Maestro Chefe de 1987 a 2001, é o atual Maestro Laureado da orquestra. Desde 2003, o Maestro Chefe da orquestra é Sakari Oramo. Em setembro de 2001 a orquestra anunciou que Oramo ficará no cargo até maio de 2012.
A discografia da orquestra inclui trabalhos de Jean Sibelius e de compositores finlandeses, como Paavo Heininen, Joonas Kokkonen, Magnus Lindberg e Aarre Merikanto. Eles também gravaram sinfonias de não-finlandeses, como Gustav Mahler, Carl Nielsen e Béla Bartók.

## Maestros Chefes
- Toivo Haapanen (1929-1950)
- Nils-Eric Fougstedt (1950–1961)
- Paavo Berglund (1962–1971)
- Okko Kamu (1971–1977)
- Leif Segerstam (1977–1987)
- Jukka-Pekka Saraste (1987–2001)
- Sakari Oramo (2003–2012)
- Hannu Lintu (2013–)